# Икшурминский сельсовет
Икшурминский сельсовет — упразднённые административно-территориальная единица и муниципальное образование (сельское поселение) в Пировском районе Красноярского края.
Административный центр — село Икшурма.
28 декабря 2019 года сельское поселение было упразднено в связи с преобразование Пировского муниципального района в муниципальный округ. На уровне административно-территориального устройства соответствующий сельсовет был упразднён со 2 августа 2021 года в связи с преобразованием Пировского района в Пировский округ.

## История
Статус и границы сельского поселения установлены Законом Красноярского края от 28 января 2005 года № 13-2900 «Об установлении границ и наделении соответствующим статусом муниципального образования Партизанский район и находящихся в его границах иных муниципальных образований»

## Население
| 2010 | 2012 | 2013 | 2014 | 2015 | 2016 | 2017 |
| ---- | ---- | ---- | ---- | ---- | ---- | ---- |
| 577  | ↘568 | ↘557 | ↘542 | ↗545 | ↗551 | ↘542 |

## Состав сельского поселения
В состав сельского поселения входят 4 населённых пункта:
| № | Населённый пункт | Тип населённого пункта       | Население |
| - | ---------------- | ---------------------------- | --------- |
| 1 | Икшурма          | село, административный центр | 253       |
| 2 | Коврига          | деревня                      | 146       |
| 3 | Новотроицкая     | деревня                      | 56        |
| 4 | Новый Тимершик   | деревня                      | 122       |

## Местное самоуправление
Икшурминский сельский Совет депутатов
Дата избрания: 19.02.2019. Срок полномочий: 5 лет. Количество депутатов: 7
Глава муниципального образования
- Исмагилова Рузалия Рэйсовна. Дата избрания: 19.02.2019. Срок полномочий: 5 лет